# Eddie Edwards (wrestler)
Eric Maher (Boston, 30 dicembre 1983) è un wrestler statunitense, sotto contratto con la Total Nonstop Action Wrestling.
In carriera ha detenuto cinque volte (in coppia con Davey Richards) il TNA World Tag Team Championship insieme a Davey Richards e due volte ciascuno il TNA World Heavyweight Championship e il TNA X Division Championship.
Ha combattuto anche nella Ring of Honor, dove ha detenuto il ROH World Championship, il ROH World Television Championship e due volte il ROH World Tag Team Championship (sempre in coppia con Davey Richards) e con cui formò il duo 'The American Wolves'. Nel novembre 2010 ha vinto anche il torneo 'ROH's Survival of the Fittest', titolo che gli ha permesso di gareggiare per vincere il campionato del mondo e diventando così il primo lottatore a vincere il ROH Triple Crown e che, ad oggi, gli permette di essere l'unico ad aver vinto sia il 'Triple Crown' del ROH che quello della TNA.
Edwards ha combattuto anche nelle promozioni sud californiane come Pro Wrestling Guerrilla e nella giapponese Pro Wrestling Noah.

## Carriera

### Primi anni e circuiti indipendenti
Edwards ha lottato in numerose federazioni indipendenti come la New England Championship Wrestling, Top Rope Promotions, Maryland Championship Wrestling e Millennium Wrestling Federation ed ha anche combattuto nelle MXW Pro Wrestling, Defiant Pro Wrestling, Power League Wrestling, Showcase Pro Wrestling e la Big Time Wrestling.

#### MWF Television Championship (2003)
Il 5 Febbraio 2003, Edwards conquista il MWF Television Championship sconfiggendo Jerelle Clark nella finale del torneo e mantenne il titolo per due anni e mezzo e per poi perderlo in un 'three-way match,' contro Tommaso Ciampa. Un match e che includeva anche A.J. Styles.

#### New England Championship Wrestling e Squared Circle Wrestling (2007-2010)

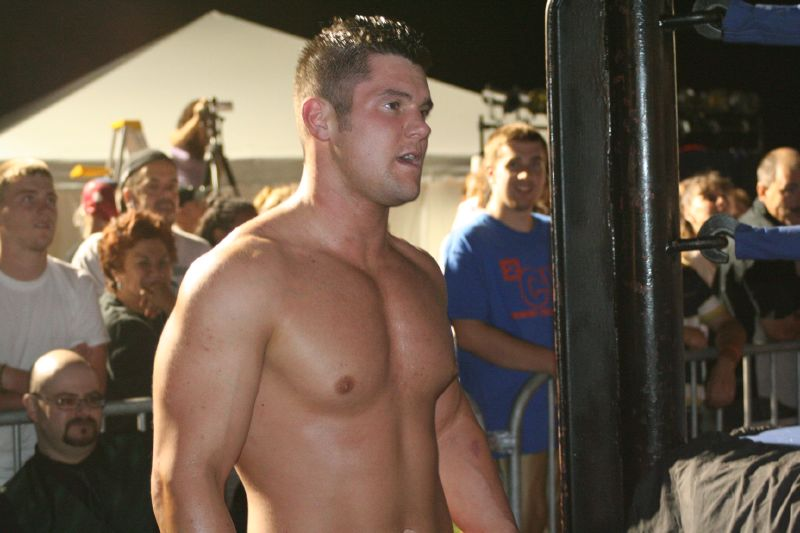
Edwards al 2CW show nell'agosto del 2008

Nel Gennaio 2007, Edwards lottò per la Squared Circle Wrestling (2CW) e gareggiando con wrestler come John Walters, C.W. Anderson, e Samoa Joe e dove sfidò Slyck Wagner Brown per il 2CW Title nell'Agosto 2008.
Vinse invece il titolo 2CW di tag team insieme a Davey Richards il 2 aprile 2010 ma lo perse in seguito contro Colin Delaney e Jimmy Olsen il 22 agosto.
Nel Giugno 2007 gareggia nel torneo del 'four-way Iron Man match' dell' 'Iron 8 Championship Tournament' della NECW e sconfigge in sequenza Gary Cassidy, Bobby Fish, Brandon Locke e Brian Fury, quest'ultimo come avversario della finale.
Nell'Ottobre del 2011 combatte contro Jigsaw nella federazione Chikara e perde l'incontro.
Nel Novembre del 2012 Edwards forma assieme a Roderick Strong il duo 'Dojo Bros' e vince il 'Premiere Wrestling Xperience's Tag Team Championship'.

### Ring of Honor (2006-2013)

#### Debutto e primi combattimenti
Edwards debutta il 22 dicembre 2006 in un match contro Austin Aries e da cui esce sconfitto ed il 26 gennaio 2007. Nella seconda sua apparizione perde contro Jack Evans.
L'11 aprile 2008, dopo aver sconfitto Jigsaw, accetta la proposta di Larry Sweeney e si allea con lui nella stable 'Sweer and Sour Inc.' e per cui il 12 Aprile combatte vincendo il suo primo match in un tag team (insieme a Chris Hero) contro Erick Stevens e Pelle Primeau. Successivamente perde contro Claudio Castagnoli e nel Settembre 2008 a 'Driven', Edwards e Adam Pearce perdono un match di coppia contro Erick Stevens e Brent Albright.

#### The American Wolves
Nel Dicembre 2008 Edwards formò con Davey Richards il tag team 'The American Wolves' ed il 26 Dicembre all 'All Star Extravaganza IV' debuttarono insieme in un 'Triple Treath Elimination Tag Team Match' dove persero contro 'The Briscoe Brothers' (Jay Briscoe e Mark Briscoe), un match che includeva anche Claudio Castagnoli e Nigel McGuinness. A 'Final Battle 2008', gli American Wolves e Go Shiozaki perdono un '6-Man Tag Team Match' contro Roderick Strong, Erick Stevens e Brent Albright e la stessa sera attaccano e infortunano Mark Briscoe.
Nei primi mesi del 2009 gareggiano per vincere il ROH World Tag Team Championship (detenuto da El Generico e Kevin Steen) ma falliscono in numerose occasioni, tuttavia, il 10 Aprile ed in un 'Tables are Legal' match riescono a vincerlo. 
Nei mesi seguenti Edwards and Richards difendono il titolo contro vari tag team come quelli formati da Tyler Black e Bryan Danielson ed anche contro gli ex detentori Kevin Steen e El Generico affrontando questi ultimi in un submission match svoltosi al 'Manhattan Mayhem III'.
Il 25 settembre, Edwards si infortuna in un 'Anything Goes match' contro Kevin Steen. Tuttavia, il giorno dopo riesce a difendere il titolo di coppia in un 'Ladder Match'. A Final Battle 2009, gli American Wolves perdono i titoli contro i Briscoe Brothers.

#### Competizioni singole e tag team
Nel 2010, Edwards partecipa al torneo per decretare il primo ROH Television Champion e sconfigge al primo turno Colt Cabana, Kevin Steen al secondo e il suo ex tag team partner Davey Richards nella finale per diventare così il primo ROH Television Champion (5 Marzo). La serata seguente difende il titolo sconfiggendo nuovamente Colt Cabana ed il 20 Marzo anche Petey Williams. Nelle registrazioni del 'Ring of Honor Wrestling' avvenute nel mese di Maggio Edwards propone un '10 Minute Hunt' dove se i suoi opponenti reiscono a batterlo in 10 minuti o negli ultimi 10 potranno sfidarlo per vincere il titolo da lui posseduto. L'8 Settembre 2010 ROH annuncia che Edwards ha firmato un allungamento del contratto e nella stessa settimana Edwards sconfigge due membri della stable 'The embassy' (Erick Stevens e Shawn Daivari) quest'ultimo al 'Glory By Honor IX' avvenuto nella notte seguente. Il 12 novembre 2010 Edwards vince il 'Survival of the Fittest tournament' sconfiggendo Chris Hero per avanzare in finale e poi vince un '6-Man Elimination Match' dove elimina l'ultimo wrestler rimasto Kenny King. Il 9 dicembre 2010 Edwards difende il Television Championship contro Mark Briscoe ma lo perde contro Christopher Daniels.
Il 19 marzo 2011 Edwards conquista il suo primo ROH World Championship sconfiggendo Roderick Strong ed a seguito di questa vittoria diventa il primo campione Triple Crown della federazione in quanto già vincitore del 'World Tag Team', del 'World Television' e del 'World Championships' di questa federazione. Il 1º aprile difende il titolo contro Christopher Daniels ed a Best in the World lo perde contro Davey Richards. Nelle registrazioni del 13 agosto sconfigge Michael Elgin ed a 'Death Before Dishonor IX' vince contro Roderick Strong in un '3 Stages of Hell Match' dove il primo match combattuto fu un normale match, il secondo un 'Submission Match' ed infine il terzo fu un '15-minutes Ironman Match'. Il 4 dicembre, a Northern Aggression, Edwards (insieme a Charlie Haas, Shelton Benjamin ed El Generico) vince un '8-man tag team match' contro la squadra formata dai Briscoe Brothers, Elgin e Roderick Strong.

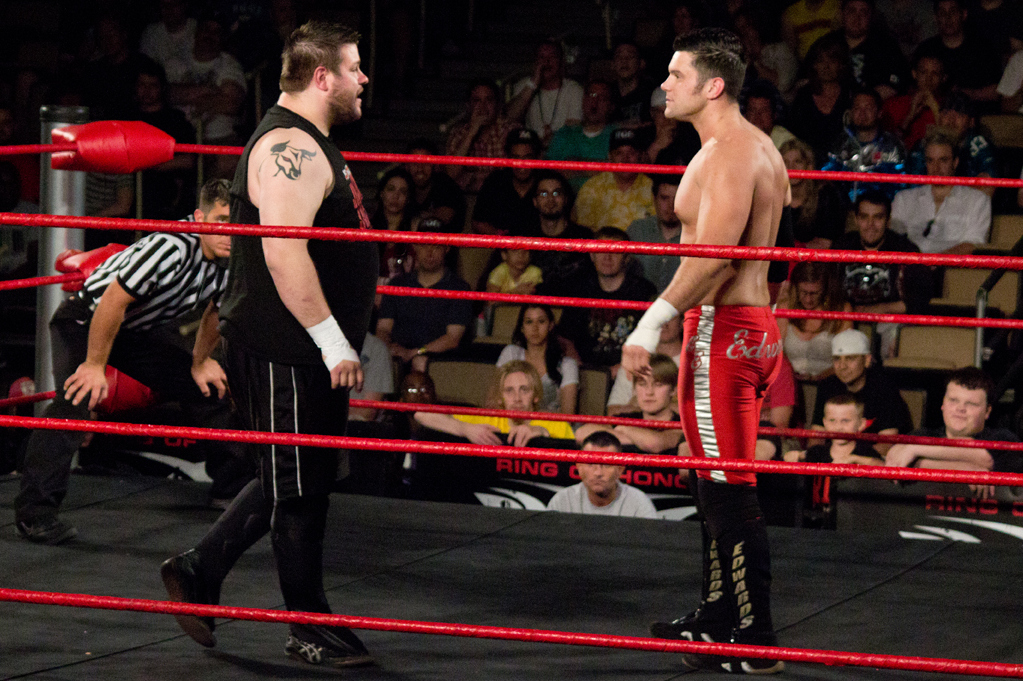
Edwards (a sinistra) e Kevin Steen al 'Showdown in the Sun Night 2' avvenuto il 31 Marzo 2012

Il 7 Gennaio 2012 nelle registrazioni di 'Ring of Honor Wrestling' Edwards forma una nuova coppia con Adam Cole e che si oppone a quella formata da Davey Richards e Kyle O'Reilly. Al 'ROH's Homecoming 2012 show' del 20 Gennaio viene annunciato che Edwards non potrà partecipare ai combattimenti a causa di un'intossicazione alimentare e nel Marzo, al '10th Anniversary Show' Edwards e Adam Cole sconfiggono Davey Richards e Kyle O'Reilly in un main event tag team match. Il 31 Marzo 2012 a 'Showdown in the Sun' viene sconfitto da Kevin Steen ed il 12 Maggio a 'Border Wars' sconfigge Rhino ma quest'ultimo, nelle registrazioni del 3 Agosto, lo sconfigge a sua volta ottenendo un match per il titolo ROH. A Final Battle 2012: Doomsday, gli American Wolves batterono i neonati reDRagon in un match valido per le cinture tag team.
Il 14 Dicembre 2013 a 'Final Battle' Edwards fa coppia con B.J. Whitmer ed insieme sconfiggono Jay Lethal e Roderick Strong ed alla fine della serata Eddie viene attaccato dai membri della stable 'The Decade' formata dallo stesso B.J. Whitmer, Roderick Strong e da Jimmy Jacobs.

#### Ritorno dei Wolves

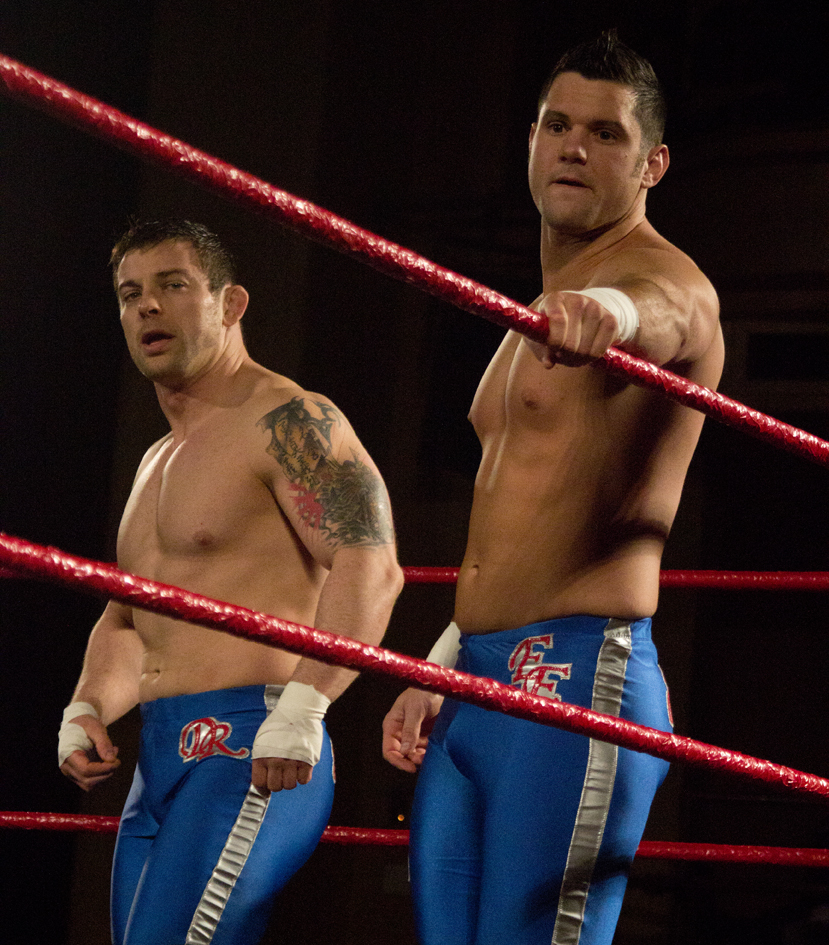
Eddie Edwards e Davey Richards al 'Supercard of Honor VII' dell'Aprile 2013

A Final Battle 2012, svoltosi il 16 dicembre, Edwards si riunisce con Davey Richards ed insieme sconfiggono Bobby Fish e Kyle O'Reilly per ottenere una title shot valida per gli allori di coppia, ma vengono sconfitti il 18 Gennaio 2013 dai Briscoe Brothers nel match decisivo. Il 3 Agosto dello stesso anno gli American Wolves sconfiggono i Forever Hooligans (Alex Koslov e Rocky Romero) vincendo il 'ROH World Tag Team Championship' per la seconda volta. Perdono il titolo il 17 Agosto nell'evento 'War of the Worlds' e contro i reDRagon, una tag team formata da Bobby Fish e Kyle O'Reilly. Il 20 Settembre combattono di nuovo contro i Forever Hooligans anche nell'avvenimento 'Death Before Dishonor XI' di 'IWGP Junior Heavyweight Tag Team Championship' della 'New Japan Pro Wrestling's ma senza vincere il titolo di tag team.

### Pro Wrestling Guerrilla (2011–2013)
Edwards fece il suo debutto nella Pro Wrestling Guerrilla il 4 marzo 2011, sempre in coppia con Richards e partecipando all'annuale 'Dynamite Duumvirate Tag Team Title Tournament' e dove i vincitori avrebbero ottenuto un'opportunità per i titoli di coppia PWG. La coppia di lottatori soconfisse al primo round i RockNES Monsters (Johnny Goodtime e Johnny Yuma) ma venne eliminata in semifinale dagli Young Bucks. Poco tempo dopo Edwards entra come membro integrale del roster della promotion e sconfigge quindi Alex Shelley ed El Generico. Alla Battle of Los Angeles 2011 (un altro torneo simile al precedente ma riservato alla lotta in singolo), sconfigge Roderick Strong nel primo round perde contro il detentore della cintura Kevin Steen in semifinale.
Il 17 marzo 2012 Edwards riceve un'occasione per vincere il titolo PWG contro il detentore El Generico ma l'incontro venne trasformato in un Triple Treath che includeva anche Kevin Steen il quale schienò Edwards vincendo il titolo. Alla 'Battle of Los Angeles 2012' Edwards sconfigge Kyle O'Reilly nel primo round ma viene eliminato da Adam Cole nei quarti di finale, il vincitore della finale e del torneo. Il 1 Dicembre a 'Mystery Vortex' Edwards forma un tag team con Roderick Strong (che prende il nome di 'Dojo Bros.) e guadagnado le vittorie contro The Yung Backs nel match di apertura e contro i 'Super Smash Brothers', (i detentori del PWG World Tag Team Championship) in un match non titolato.
Il 23 Marzo 2013 Eddie Edwards e Roderick Strong ricevono la possibilità di combattere per il PWG World Tag Team Championship (detnuto da The Young Bucks) ma furono sconfitti. Il 21 Dicembre sconfiggono AR Fox e Rich Swann in un Edwards' PWG farewell match.
Il 24 Luglio 2015 Edwards annuncia il suo ritorno in PWG in coppia con Davey Richards ma la loro partecipazione venne cancellata ancora prima che l'evento avvenisse.

### Total Nonstop Action Wrestling (2014-2016)

#### The Wolves e i cinque titoli di coppia
Il 16 Gennaio 2014 Edwards e Richards, ora rinominati 'The Wolves', debuttano ad Impact Wrestling in un segmento nel backstage con Dixie Carter e come parte della storyline essi rivelano di aver firmato un contratto con un nuovo investitore della TNA.
Nella settimana successiva The Wolves e Samoa Joe sconfiggono in un 6-man tag team match The BroMans (Robbie E, Jessie Godderz e Zema Ion) e il 23 Febbraio di nuovo i Wolves sconfiggono i BroMans al TNA World Tag Team Championship conquistando così la cintura per la prima volta. Il primo regno però fu di breve durata, poiché al Wrestle-1's Kaisen, di Tokyo gli ex campioni (i BroMans) rivinsero sui Wolves ma, il 27 Aprile, durante il Sacrifice pay-per-view furono di nuovo i Wolves a vincere il titolo di tag team battendo ancora una volta i BroMans in un '3 on 2 handicap tag match'.
A Slammiversary XII del 15 Giugno 2014 Edwards compete in singolo per un six-way ladder match valido per il titolo X Division, match che fu vinto da Sanada.

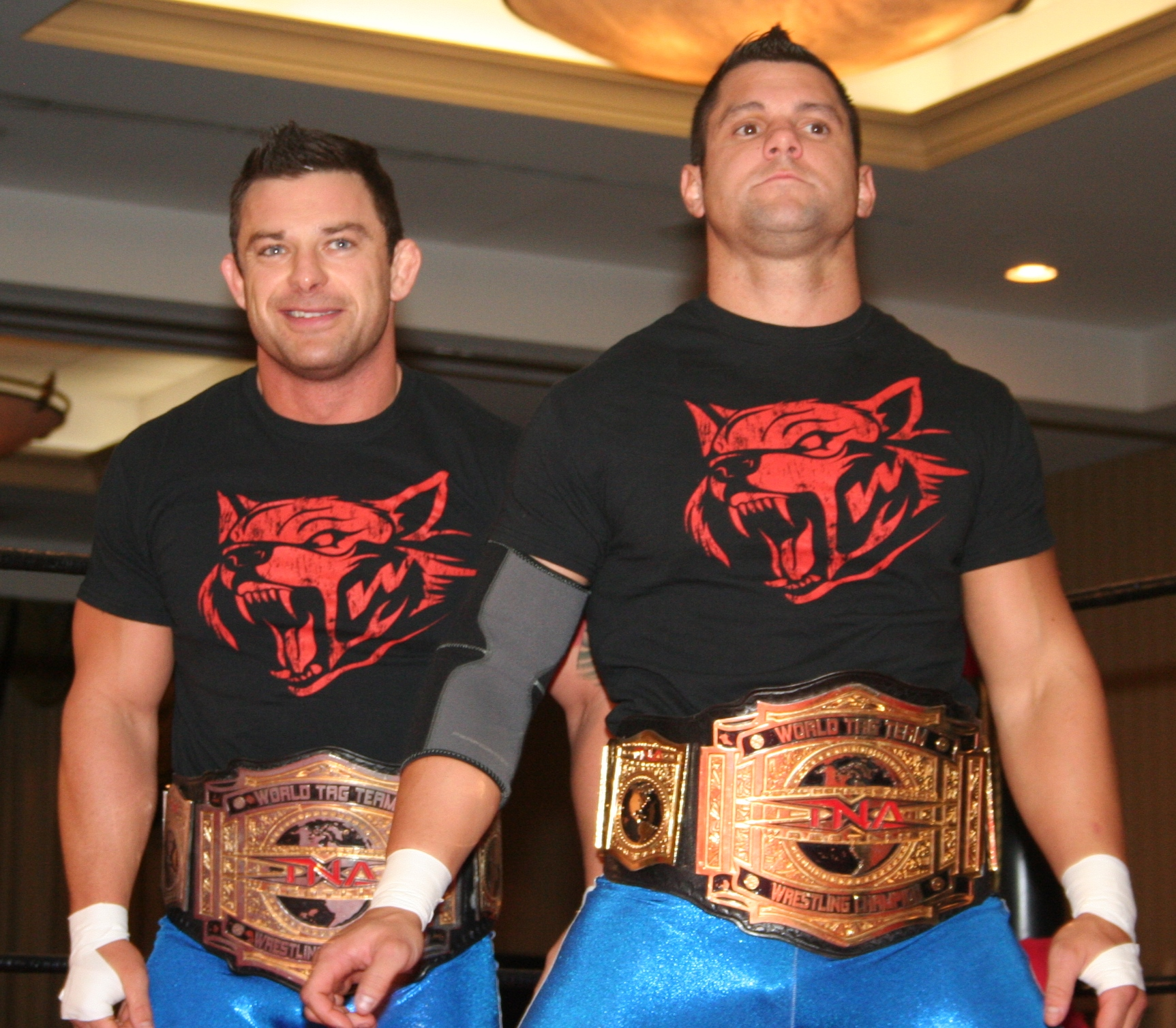
Richards e Edwards (a destra) con la cintura di campioni e durante il loro secondo regno nell'Agosto 2014

I Wolves tornano a combattere a Wrestle-1 il 6 Luglio per difendere con successo il titolo di campioni contro 'Junior Stars' (Koji Kanemoto e Minoru Tanaka) e nelle settimane successive difendono il titolo prima contro Bram e Magnus, poi contro The Hardys ed infine in un three-way tag team match contro The Hardys ed il Team 3D che fu svolto come  'Full Metal Mayhem match' ed in cui i Wolves vincono nuovamente mantenendo le cinture. Il 19 settembre a Impact! i Wolves perdono il titolo contro James Storm e Abyss, titolo che però rivincono il 30 Gennaio 2015 quando il duo Storm e Abyss formano la stable di The Revolution. A seguito di un infortunio di Edwards (15 Febbraio) le cinture vennero rese vacanti nelle registrazioni puntata di Impact! del 13 Marzo e periodo in cui Edwards dovette operarsi.
Edwards ritorna l'8 Maggio ad Impact! dove sfida Bobby Roode e Austin Aries per lo stesso titolo di coppia (nel frattempo vinto da quest'ultimi) e fu deciso per un best of 5 series match, dove gli Wolves vinsero i primi due match ma con Roode e Aries che vinsero il terzo e il quarto. A Slammiversary 2015, Aries sconfigge Richards in un single match ed ottiene l'opportunità di scegliere la stipulazione del match finale e la sua scelta fu di un Ironman Match di 30 minuti. Nella puntata del 1 Luglio 2015 I Wolves battono i Dirty Heels e vincono il titolo di tag team per la quarta volta e con questa vittoria i Wolves condividono assieme ai Beer Money, Inc. il records di maggiori regni. Il 28 Luglio perdono i titoli contro Brian Myers e Trevor Lee ma li rivincono la settimana seguente realizzando così il quinto regno ed il record in TNA per un tag team.
Durante le puntate di Impact! di Ottobre e Novembre Edwards partecipa al 'TNA World Title Series' e combatte nel 'Group Tag Team Specialists' ed in cui trova come avversari Robbie E, il suo partner Davey Richards e Matt Hardy. Edwards viene eliminato nelle semifinali.
I Wolves perdono il loro quinto titolo di coppia contro i Beer Money Unc. in un evento di Londra.

#### Carriera singola in TNA / Impact Wrestling
Dopo l'infortunio di Davey Richerds, Edwards sceglie la strada della carriera singola ed incomincia una faida con Trevor Lee e Gregory Helms e sfidando Lee in un 3 way match per la X Division Championship che coinvolse anche DJZ e disputato nella puntata di Impact Wrestling del 19 Aprile e dove Edwards perde. In seguito perde ancora in un Ultimate X match contro DJZ ed Andrew Everett ed in un match singolo contro Trevor Lee nell'episodio del 7 giugno.
A Slammiversary, vince un fatal four-way match contro DJ Z, Andrew Everett ed il campione Trevor Lee e conquista il TNA X Division Championship, titolo perso poche settimane più tardi contro Mike Bennett. Edwards riconquista il titolo in un Ultimate X match mentre nelle registrazioni di Impact Wrestling del 3 ottobre conquista a sorpresa il Tna World Heavy Championship sconfiggendo Bobby Lashley dopo che quest'ultimo, convinto che Eddie fosse l'avversario più debole, lo ha scelto come proprio sfidante. Edwards perderà il titolo sempre contro Lashley qualche mese dopo.
Il 5 gennaio 2017 Edwards difende il titolo sconfiggendo Ethan Carter III e Bobby Lashley in un triple threat match e grazie ad un intervento di Davey Richards ed il 6 gennaio al 'TNA One Night Only: Live 2' lo difende ancora contro EC3, titolo che perde al Genesis contro Lashley in un Iron Man match.
Nell'episodio del 9 febbraio Edwards perde la rivincita a causa delle interferenze dell'ex compagno di team Davey Richards e di sua moglie Angelina Love contro Alisha Edwards e dopo il match Richards attacca nuovamente Edwards dando fine alla stable dei Wolves ed aprendo una faida.
Nell'episodio del 16 febbraio Edwards combatte contro Richards in uno Street Fight match che finisce senza esito e nell'episodio del 9 Marzo Edwards si azzuffa con Richards all'inizio dello spettacolo e vengono separati dalle guardie di sicurezza.

## Vita privata
Dall'aprile 2015 Edwards è sposato con la wrestler indipendente Alisha Inacio, meglio nota con il ring name di Alexxis Nevaeh.

## Personaggio

### Mosse finali
- Achilles lock
- Boston Knee Party (Running Leg Lariat)
- Die Hard (Cross-legged fisherman buster)
- Dragon sleeper
- Single leg Boston crab
- Springboard moonsault

### Manager
- Larry Sweeney
- Shane Hagadorn
- Sara Del Rey
- Dan Severn

### Soprannomi
- "Die Hard"

## Titoli e riconoscimenti
Assault Championship Wrestling
- ACW Junior Heavyweight Championship (1)

Fight Club: PRO
- Fight Club: PRO Championship (1)

Millennium Wrestling Federation
- MWF Television Championship (1)

New England Championship Wrestling
- NECW Tag Team Championship (4 - con D.C. Dillinger)
- Iron 8 Championship Tournament (2006, 2007)

Premier Wrestling Xperience
- PWX Tag Team Championship (1 - con Roderick Strong)

Pro Wrestling Illustrated
- 9º tra i 500 migliori wrestler singoli nella PWI 500 (2011)

Pro Wrestling Noah
- Global Tag League Technique Award (2012) – con Colt Cabana

Wrestling Superstars
- WS Tag Team Championship (1 - con Davey Richards)

Wrestling Observer Newsletter
- Tag Team of the Year (2009) - con Davey Richards

SoCal Uncensored
- Match of the Year (2013) - con Roderick Strong contro gli Inner City Machine Guns (Rich Swann e Ricochet) e gli The Young Bucks il 9 agosto.

Squared Circle Wrestling
- 2CW Tag Team Championship (1) - con Davey Richards

Top Rope Promotions
- TRP Heavyweight Championship (1)

Ring of Honor
- ROH World Championship (1)
- ROH World Tag Team Championship (2) - con Davey Richards
- ROH World Television Championship (1)
- First Triple Crown Champion

Total Nonstop Action Wrestling/Impact Wrestling
- TNA World Tag Team Championship (5) - con Davey Richards
- TNA/Impact World Heavyweight Championship (2)
- TNA X Division Championship (2)
- TNA World Cup of Wrestling (2014) – con Bully Ray, Gunner, Eric Young and ODB
- TNA World Cup of Wrestling (2016) – con Jeff Hardy, Jessie Godderz, Robbie E and Jade
- Tag Team of the Year (2014) - con Davey Richards
- Match of the Year (2014) - The Wolves contro The Hardys e Team 3D l'8 ottobre